# Mysterascidia
Mysterascidia is een monotypisch geslacht uit de familie Corellidae en de orde Phlebobranchia uit de klasse der zakpijpen (Ascidiacea).

## Soorten
- Mysterascidia symmetrica Monniot C. & Monniot F., 1982